# Dig?
Dig? è il secondo album del gruppo jazz britannico Earthworks.

## Tracce
1. Stromboli kicks – 5:35
2. Gentle persuasion – 4:24
3. Downtown – 5:51
4. Pilgrims’ way – 6:23
5. Dancing on Frith street – 4:22
6. A stone’s throw – 6:07
7. Libreville – 6:12
8. Corroboree – 4:44

## Formazione
- Bill Bruford (batteria acustica ed elettronica)
- Iain Ballamy (sax soprano, alto, baritono e tenore, didgeridoo)
- Django Bates (tastiere, sax tenore, tromba)
- Tim Harries (basso acustico e fretless)